# The Motor Buccaneers
The Motor Buccaneers è un cortometraggio muto del 1914. Il nome del regista non viene riportato.

## Produzione
Il film fu prodotto dalla Essanay Film Manufacturing Company.

## Distribuzione
Distribuito dalla General Film Company, il film - un cortometraggio di due bobine - uscì nelle sale cinematografiche USA il 7 agosto 1914. Viene citato in Moving Picture World del 1º agosto 1914.